# Safran Landing Systems
Safran Landing Systems, anteriorment Messier-Bugatti-Dowty és una empresa aeronàutica francesa. El seu origen es remunta al 1920.
Safran Landing Systems forma part de la unitat d'equipaments aeronàutics del grup Safran, és el líder mundial de les funcions d'aterratge i de frenada per a aeronaus (tren d'aterratge, rodes i frens, etc.). Les seves competències cobreixen el cicle de vida complet dels seus productes, des del disseny i la fabricació fins al manteniment i la reparació. Messier-Bugatti-Dowty treballa amb 30 fabricants d'avions en els àmbits del transport civil, regional i de negocis i a l'àmbit militar. La societat ofereix suport a 24.000 avions que duen a terme més de 40.000 aterratges cada dia. A data de 2014 tenia 7.000 treballadors a Europa, Nord-amèrica i Àsia.
La seva seu social es troba al centre tecnològic de París-Saclay, a Vélizy-Villacoublay.